# Violaine Barry
Violaine Barry (état-civil inconnu) est une actrice française des années 1930.

## Biographie
En dehors des rôles qu'elle a interprété au théâtre et au cinéma, on ne sait pratiquement rien de Violaine Barry, sinon qu'elle a été sous contrat avec Les Films Osso pendant toute sa carrière à l'écran de 1931 à 1939, et qu'elle a habité à la même époque au 17, rue Copernic dans le 16e arrondissement de Paris,. Dans cet immeuble de sept étages construit en 1930 à l'angle de la rue Lauriston par les architectes Henri Preslier et Germain Dorel, résidait également Benjamin Miggins, le directeur général pour l'Europe de la 20th Century Fox, sans que l'on connaissent les liens professionnels ou personnels éventuels que pouvaient entretenir ces deux personnalités du cinéma.
On perd définitivement sa trace après un dernier rôle au cinéma dans Dernière jeunesse, un film de Jeff Musso sorti fin août 1939 quelques jours seulement avant la déclaration de guerre. 
Née vraisemblablement vers 1900, elle devait avoir à peine 40 ans à l'époque.

## Théâtre
- 1930 : Que le monde est petit !, comédie d'aventures en 3 actes de Tristan Bernard , mise en scène d'Henri Lesieur, au théâtre Tristan-Bernard (23 décembre) : Eva[8].

## Filmographie
- 1931 : La Femme de mes rêves / Palace-Hôtel[9] de Jean Bertin : Mizzi[10],[11]
- 1931 : Paris Béguin de Augusto Genina : Simone[12],[13]
- 1933 : Toi que j'adore de Geza Von Bolvary et Albert Valentin : Suzanne[14],[15]
- 1934 : Poliche / Polichinelle d'Abel Gance[16],[17]
- 1939 : Dernière Jeunesse, film franco-italien de Jeff Musso : Suzanne.